# Abu Omar al-Shishani
Tarkhan Batirashvili (em georgiano:  თარხან ბათირაშვილი, em árabe: أبو عمر الشيشاني, (Birkiani, União Soviética – atual Geórgia, 1986 - 14 de março de 2016)  mais conhecido como Abu Omar al-Shishani ou Omar al-checheno, foi um mujahidin emir (comandante) que lutou na Guerra Civil Síria. Inicialmente era o líder da Brigada Muhajirun  e mais tarde da Jaish al-Muhajireen wal-Ansar. No verão de 2013 Batirashvili foi nomeado comandante do setor norte da Síria pelo Estado Islâmico do Iraque e do Levante. Unidades sob seu comando participaram de grandes ataques contra bases militares sírias em torno de Alepo, incluindo a captura da base aérea de Menagh em agosto de 2013.
Abu Omar al-Shishani era considerado "um dos líderes militares mais influentes das forças da oposição síria".
Nos últimos dois meses, al-Shishani liderou uma ofensiva no leste da província de Deir el-Zour na Síria contra rebeldes rivais, buscando solidificar seu domínio sobre um trecho de território ligado ao vizinho Iraque.